# 国鉄42系電車
42系電車（42けいでんしゃ）とは、1933年（昭和8年）から1935年（昭和10年）にかけて鉄道省（日本国有鉄道の前身）が製造した2扉クロスシートの旧形電車を便宜的に総称したものである。
具体的には、モハ42形（42001 - 42013）、モハ43形（43001 - 43037）、モハユニ44形（44001 - 44005）、サロハ46形（46100 - 46103）、クハ58形（58001 - 58025）、クロハ59形（59001 - 59021）の105両のことである。1935年から1937年（昭和12年）にかけて京阪神地区の急行電車用に製造されたモハ52形を基幹とするグループは、別項（国鉄52系電車）で述べる。
なお、広義には上記の52系を当系列の一部として扱う考え方も存在し、実際に当系列と52系はしばしば共通運用された。
■カテゴリ / ■テンプレート

## 概要

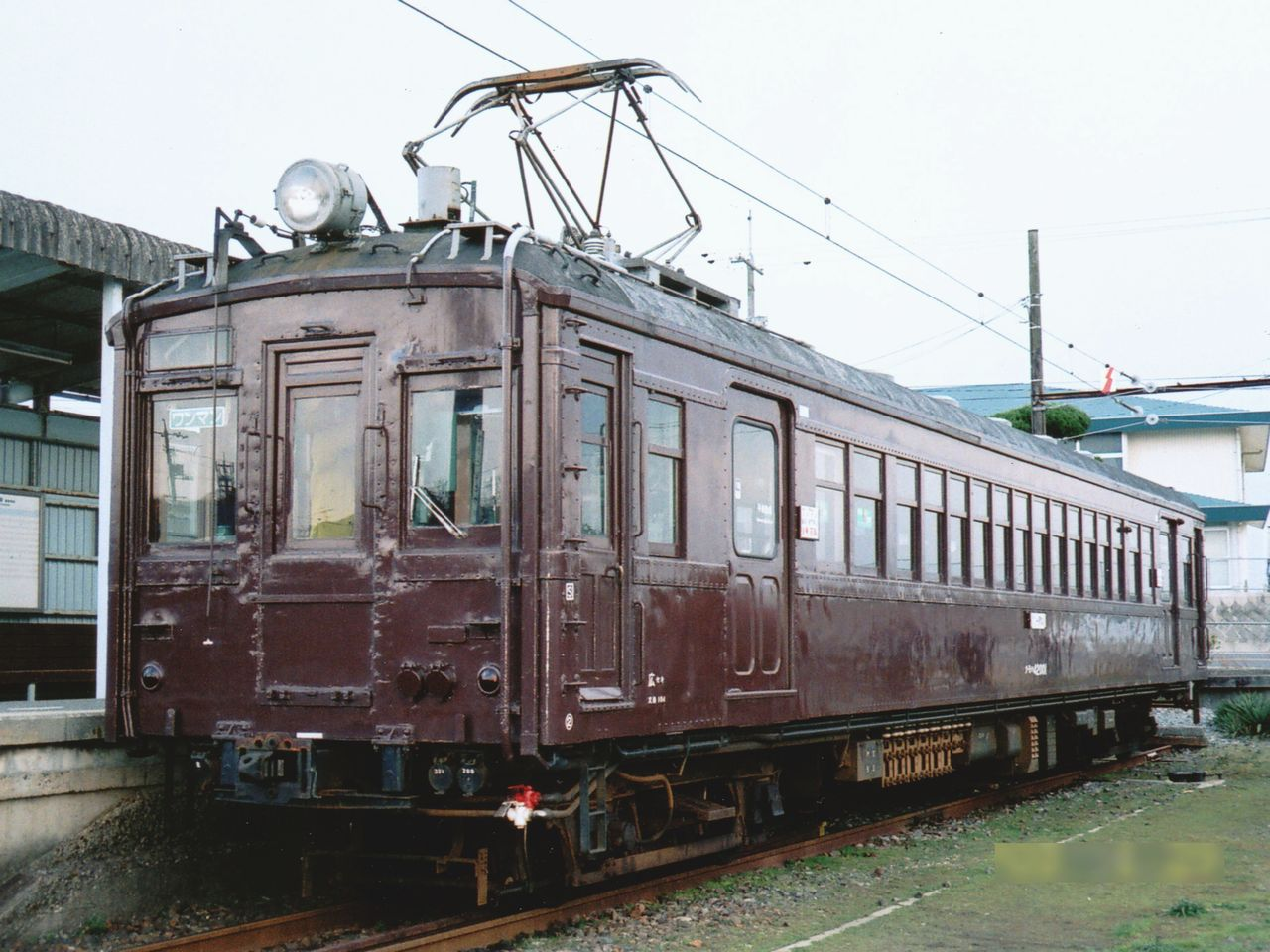
クモハ42形 クモハ42001
2003年1月29日 雀田駅
小野田線本山支線での運用離脱直前

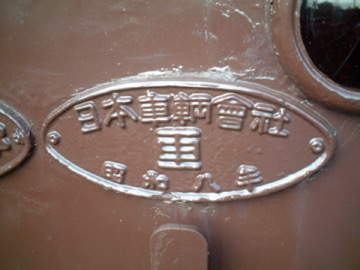
クモハ42001の製造銘板

42系電車は東海道・山陽線京阪神地区で吹田 - 須磨間が1934年（昭和9年）7月20日に電化開業し、電車の運転が開始されたのに伴い新製投入された。東海道・山陽線の関西地区電化区間は、のち同年9月に須磨 - 明石間、1937年（昭和12年）には京都 - 吹田間を延伸している。東京地区への新製投入は横須賀線向けのモハユニ44形が唯一である。
1930年代、阪神間では阪神電気鉄道本線および阪神急行電鉄神戸線（現・阪急電鉄）が、京阪間では京阪電気鉄道の京阪本線と新京阪線（現・阪急京都線）がすでに開業していた。特に阪急や新京阪では、強力な1時間定格出力150kWあるいは170kW級の主電動機を装備した優秀な電車が高速運転を行なっていた（新京阪P-6形や阪急920形など）。東海道・山陽線の京阪神間電化は、これらに対抗するため、同線での急行電車の運行を企図した背景がある。
本系列は、太平洋戦争の勃発により最も大きな変貌を遂げた系列で、扉を増設して3扉、4扉となったものがあり、4扉となったものは40系電車の歯車比の大きい低速台車との交換を行なっている。戦後は、1950年（昭和25年）に42系2扉車が東京地区の旧モハ51形のモハ41形と交換で横須賀線に転属している。ここでも、3扉の70系電車と併用されることから、主電動機交換による出力増強や扉の増設が行なわれている。
1950年代には、クハが静岡鉄道管理局管内の身延線や飯田線に転出し、1960年代には電動車も地方への転出が本格化している。特に飯田線での長距離運用は著名であった。小野田線に残ったクモハ42形は1987年（昭和62年）の国鉄分割民営化により西日本旅客鉄道（JR西日本）に継承され、クモハ42001が最後の営業用旧形電車として2003年（平成15年）3月まで運用されたことが特筆される。

## 構造

### 車体

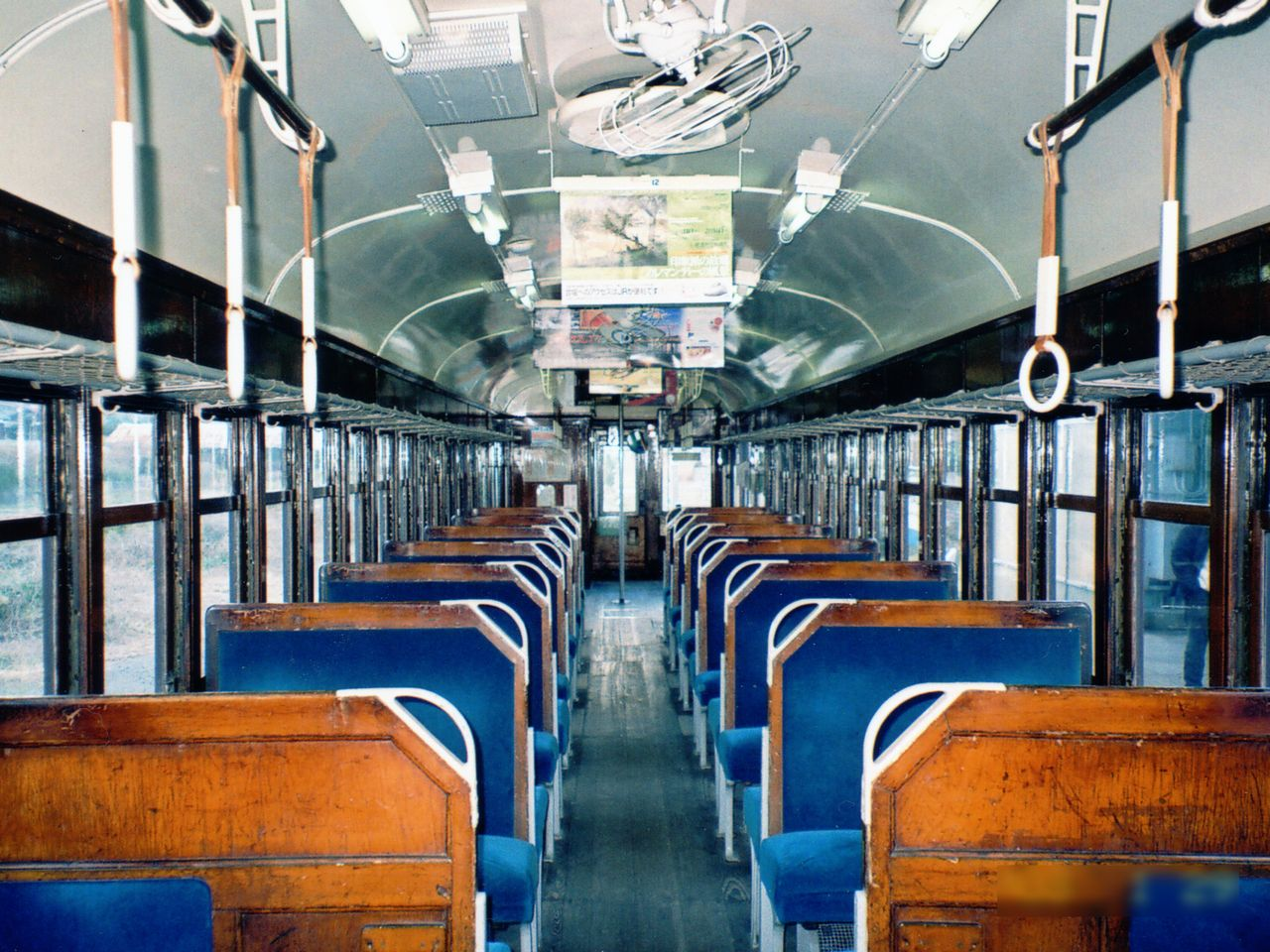
クモハ42形車内

1930年に横須賀線用に製造された32系では付随車のみ20mで電動車は17mのままであったが、42系では電動車も含め20m級とされた。
内装は木製の半鋼製であった。当時としては比較的長距離の運行を想定し、客用扉は片側2扉、座席は客用扉間にクロスシート、客用扉周りはロングシートが配置された。窓幅はクロスシート部が600 mm、ロングシート部が700 mmで、客用扉間の窓数はロングシート部・クロスシート部を合わせて16枚である。前頭部と連結部には貫通路と貫通幌が設けられた。

### 主要機器
主電動機は、それ以前の40系電車と同じ100kWの標準品（MT15C）であり、並行私鉄の同クラスの電車と比べて出力が小さかった。
当初の歯車比は32系モハ32形と同じく高速型の1:2.26で、駅間距離が長い高速運転に適応させている。電動車の台車は40系電車と同じくTR25（後のDT12）を、付随車用にはTR23を使用している。これらはいずれも軸バネ式で、ホイールベースを除いては類似設計である。
連結器は新製当時より密着連結器が装備されていた。

## 基本形式
| 製作年度                | 製造所     | 日車      | 川車                | 梅鉢      | 大阪      | 田中      | 汽車      |
| 製作年度                | 形式       | 日車      | 川車                | 梅鉢      | 大阪      | 田中      | 汽車      |
| ----------------------- | ---------- | --------- | ------------------- | --------- | --------- | --------- | --------- |
| 昭和8年 （1933年）      | モハ42     | 001 - 004 | 005 - 009           | 010 - 013 |           |           |           |
| 昭和8年 （1933年）      | モハ43     |           | 001 - 003 020 - 024 | 012 - 019 | 004 - 011 |           |           |
| 昭和8年 （1933年）      | クハ58     | 001 - 004 | 005 - 011           |           |           | 012 - 022 |           |
| 昭和8年 （1933年）      | クロハ59   | 001 - 008 | 009 - 015           |           |           |           |           |
| 昭和9年 1次 （1934年）  | モハ43     | 025 - 028 | 029 - 032           |           | 033 - 036 |           |           |
| 昭和9年 1次 （1934年）  | サロハ46   | 100 - 103 |                     |           |           |           |           |
| 昭和9年 1次 （1934年）  | クロハ59   |           | 016 - 020           |           |           |           |           |
| 昭和9年 2次 （1934年）  | モハ43     | 037       |                     |           |           |           |           |
| 昭和9年 2次 （1934年）  | モハユニ44 |           |                     |           |           |           | 001 - 005 |
| 昭和9年 2次 （1934年）  | クハ58     |           | 023                 |           |           |           |           |
| 昭和9年 2次 （1934年）  | クロハ59   |           | 021                 |           |           |           |           |
| 昭和9年 3次 （1934年）  | クハ58     | 024       |                     |           |           |           |           |
| 昭和10年 1次 （1935年） | クハ58     | 025       |                     |           |           |           |           |

車体の基本構成は、1932年（昭和7年）に登場した32系電車と同様の2扉クロスシートであるが、扉両側の窓は、32系の600mm1枚から、700mm2枚となって、立席スペースが増大されている。また、モハユニ44形を除いて、運転台は半室構造の貫通式とされ、車両間には貫通幌が設置されている。
また、1934年（昭和9年）製造車は、屋根上の通風器が3列となっている。

### モハ42形
1933年（昭和8年）に13両が製造された両運転台式の制御電動車である。主に増結用として使用された。定員104名（座席68名、立席48名。両運転台であるが、002, 004, 006の3両は、パンタグラフが偶数（下り）向きであった。側面窓配置は、d1D2122D1d。

### モハ43形

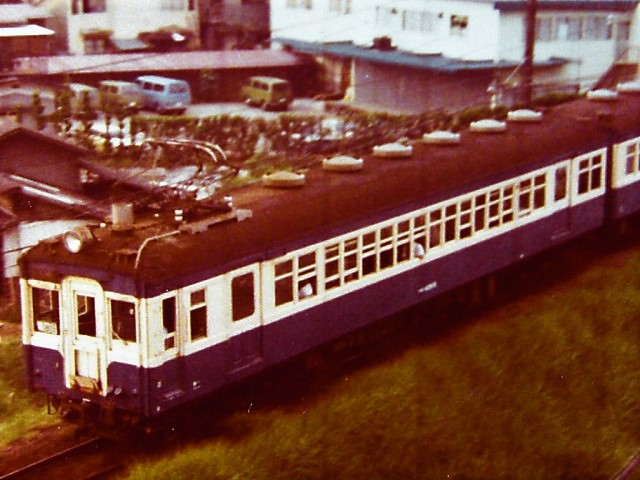
クモハ43015
1978年8月6日
スカ色と呼ばれる横須賀線と同一の塗装が施された飯田線用の車両

1933年（昭和8年） - 1934年（昭和9年）に37両が製造された片運転台式の制御電動車で、本系列で最も多く製造された基幹形式である。定員129名（座席74名、立席55名）。向きは、奇数番号車が奇数（上り）向き、偶数番号が偶数（下り）向きに統一されている。側面窓配置は、d1D2122D2。
1937年に（昭和12年）急行電車用の43038 - 43041（4両）が新たに追加製造されているが、こちらについては別項（国鉄52系電車#第3次車）を参照されたい。

### モハユニ44形
1934年（昭和9年）に横須賀線のモハユニ30形置換え用に製造された三等郵便荷物合造車で、5両が製造された。本系列唯一の東京地区（田町電車区）への配置車である。車体は、前位より運転台、荷物室、郵便室、三等客室に区分され、定員80名（座席48名、立席32名）、郵便2 t、荷物3 tである。関西地区配置車が前面貫通の半室運転台構造であったのに対し、本形式は必ず編成端に組成されることから、前面非貫通の全室運転台となっているのが特徴である。

### サロハ46形
1934年（昭和9年）に急行用として4両が製造された二・三等合造車である。横須賀線用の32系の同形式車とは、引き通し線の芯数（東京地区用は7芯3栓、関西地区用は12芯2栓）、定員（二等40名、三等60名（座席32名、立席28名）が異なるため、46100 - 46103と区分されたが、1936年（昭和11年）に横須賀線用の続番（46014 - 46017）に改番された。側面窓配置も横須賀線用とは異なり、2D222242D2。

### クハ58形
1933年（昭和8年） - 1935年（昭和10年）に25両が製造された三等制御車で、全車が偶数（下り）向きである。一般用の42系としては最も長期にわたって製造された形式で、最終増備車の58025は、唯一前面が半流線型となった。定員は、モハ43形と同じ129名（座席74名、立席55名）である。側面窓配置は、d1D2122D2。
1933年（昭和8年）製22両のうち、12両は三等付随車のサハ48形として計画されたが、並行私鉄への対抗のため列車本数を増やすように変更されたため、後述のクロハ59形とともに全車が制御車に変更された。

### クロハ59形
1933年（昭和8年） - 1934年（昭和9年）に21両が製造された二・三等制御車で、全車が奇数（上り）向きである。定員は、二等32名、三等77名（座席34名、立席43人）である。側面窓配置は、d1D26222D2。
1937年（昭和12年）にサロハ46形の改造車4両（59022 - 59025）が追加されている。

## 戦前の改造

### サロハ46形をクロハ59形に改造
急行用の52系電車の増備にともない、急行に使用していたサロハ46形は普通用となるため1937年（昭和12年）に吹田工場において4両（46014 - 46017）の三等室側に運転台を設置してクロハ59形（59022 - 59025）とした。オリジナルのクロハ59形とは、運転台が全室式である点、オリジナル車に比べ、二等室側の定員が多く、側面窓配置はd1D242222D2で、若干異なる。この改造によりサロハ46形は消滅した。
- 59022 ← 46014
- 59023 ← 46015
- 59024 ← 46016
- 59025 ← 46017

### クロハ59形をクハ68形に改造
1938年（昭和13年）11月、急行電車以外の二等車が廃止され、クロハ59形はそのまま二等室を三等室に格下げして使用したが、車体中央部に扉を増設し、クハ68形（68021 - 68045）に形式変更するよう計画された。計画はされたものの、2年間施工されず、1941年（昭和16年）3月から1942年（昭和17年）5月までに16両（68021 - 68035, 68037）が施工されたにとどまった。この改造により、側面窓配置はd1D24D32D2となった。これらのその後については、国鉄40系電車#クハ68形をクハ55形に改造を参照。
残りは、戦時輸送の本格化にともなって座席をロングシートに変更して落成し、直接クハ55形となった。
- 68021 ← 59001
- 68022 ← 59002
- 68023 ← 59003
- 68024 ← 59004
- 68025 ← 59005
- 68026 ← 59006
- 68027 ← 59007
- 68028 ← 59008

- 68029 ← 59009
- 68030 ← 59010
- 68031 ← 59011
- 68032 ← 59012
- 68033 ← 59013
- 68034 ← 59014
- 68035 ← 59015
- 68037 ← 59017

## 戦時改造

### クロハ59形をクハ55形に改造
1942年（昭和17年）11月以降の落成車は、戦時輸送のため座席がロングシートに変更されたため、9両が直接クハ55形となった。先にクハ68形へ改造されていたグループについても、1943年（昭和18年）からロングシート化、座席半減が実施され、クハ55形に形式変更された。うち、59022については塚本駅事故後休車になっていたところ、試作的に4扉に改造され、一時的にクハ55106となったが、間もなく新形式クハ85形（初代）85026となった。
- 55106 ← 59022
- 55107 ← 59023
- 55108 ← 59024
- 55109 ← 59025
- 55110 ← 59016
- 55111 ← 59018
- 55112 ← 59019
- 55113 ← 59020
- 55114 ← 59021

- 55135 ← 68021
- 55136 ← 68022
- 55137 ← 68023
- 55138 ← 68024
- 55139 ← 68025
- 55140 ← 68026
- 55141 ← 68027
- 55142 ← 68028

- 55143 ← 68029
- 55144 ← 68030
- 55145 ← 68031
- 55146 ← 68032
- 55147 ← 68033
- 55148 ← 68034
- 55149 ← 68035
- 55150 ← 68037

### モハ42形の改造
モハ42形は、1944年（昭和19年）3月から42001 - 42010（10両）に対して4扉化および40系電動車との台車振替えによる低速化を実施するよう計画されたが、戦局の悪化により5両（42002 - 42004, 42007, 42010）が実施されたのにとどまった。残りの3両は、後述の3扉片運転台化が計画されており、2扉高速型の原形モハ42形は消滅することになるため、形式称号の変更は行なわれなかった。しかしながらその後の改造計画の頓挫によりモハ42形には、2扉高速型と4扉低速型の2種類が混在することになった。この状態が是正されるのは、1953年（昭和28年）の形式称号規程改正時である。これにより4扉車は、全車新形式のモハ32形（2代。後のクモハ32形）となった。
残る3両（42011 - 42013）は、台車の振替えを実施せずに、3扉化および後位運転台撤去のうえモハ51形（51072 - 51074）に形式変更するよう計画されたが、1944年7月に、42012 → 51073が実施されたのにとどまった。この車は、扉の増設を実施せず、運転台撤去のみを実施して落成したが、1953年（昭和28年）の更新修繕II実施により漸く3扉化されている。

### モハ43形をモハ64形に改造
モハ43形は1943年（昭和18年）、4扉化および40系との台車振替えによる低速化が計画され、試作車として43028に対して施工された。当初は、37両全車が対象とされ、モハ64形の同番となる計画であったが、1944年8月に43004 - 43017（14両）が3扉高速型のモハ51形（51088 - 51101）に変更され、43037, 43018 - 43036、43001 - 43003がモハ64形（64001 - 64023）とすることとされた。しかしながら、モハ51形化は施工車が全くないまま計画中止となり、モハ64形についても13両が施工されたにとどまった。なお、計画変更前に4扉化施工済みの車両については、計画変更にともなって改番が実施されている。また、改造の仕様については種車の窓割りを大きく変更し1000mm幅の扉を増設した車と、窓割りに大きな変更を加えず1100mm幅の扉を増設した車の2タイプがある。改造の施工は、すべて吹田工機部である。
- 64003 ← 43019
- 64007 ← 43023
- 64010 ← 43026
- 64011 ← 64027 ← 43027
- 64012 ← 64028 ← 43028

- 64013 ← 64029 ← 43029
- 64014 ← 43030
- 64015 ← 64031 ← 43031
- 64017 ← 64033 ← 43033
- 64018 ← 43034

- 64019 ← 64035 ← 43035
- 64020 ← 64036 ← 43036
- 64023 ← 43003

### クハ58形をクハ85形に改造
クハ58形は、全車に対して1944年から扉を2か所に増設し、4扉車クハ85形（同番）に形式変更するよう計画された。しかし、この形式も改造は全車に及ばず、約半数の13両に対して施工されたにとどまった。改造仕様について2種類（吹田工機部、鷹取工機部）あることも、モハ43形（モハ64形）と同様である。クハ85形の制定にともない、試作的に改造されていた55106も85026に改番されている。また、クハ85形は戦災廃車となった85023を除き1949年（昭和24年）、80系電車の計画にともなって85形を同系に明け渡すため、クハ79形79031 -に改番されている。詳細については、72系電車も参照されたい。
- 58001 → 85001 ST → 79031
- 58004 → 85004 ST → 79034
- 58005 → 85005 ST → 79035
- 58006 → 85006 ST → 79036
- 58009 → 85009 TT → 79039
- 58010 → 85010 TT → 79040
- 58015 → 85015 TT → 79045

- 58017 → 85017 TT → 79047
- 58019 → 85019 ST → 79049
- 58022 → 85022 TT → 79052
- 58023 → 85023 ST
- 58024 → 85024 TT → 79054
- 58025 → 85025 TT → 79055
- 55106 → 85026 → 79056

## 戦災廃車
第二次世界大戦末期の連合国軍の空襲や機銃掃射により、本系列では11両が被災し、廃車となっている。また、同時期に事故により6両が廃車となった。これらは、一部が70系客車として復旧・復籍したほか、私鉄に払下げられている。その状況は、次のとおりである。
- モハ42形（戦災1両+事故1両）
  - 42003 : オハ71 133 → マニ76 41
  - 42004（事故） : 小田急電鉄デハ1821 → デハ1811 → 秩父鉄道デハ806
- モハ43形（戦災2両+事故3両）
  - 43001
  - 43005（事故） : 小田急電鉄デハ1703（名義のみという説がある）
  - 43006 : マニ72 23 → スエ71 73
  - 43010（事故）
  - 43037（事故） : 小田急電鉄デハ1704（名義のみという説がある）
- モハユニ44形（戦災1両）
  - 44005 → マニ72 20
- クハ55形（戦災4両+事故1両）
  - 55114（59021） : オハ71 13 → スユニ72 53 → スエ71 96
  - 55135（68021←59001） : オハ71 118 → マニ74 8
  - 55137（68023←59003・事故） : オハ71 113 → マニ74 4 → スエ71 16
  - 55138（68024←59004） : オハ71 116 → マニ74 6
  - 55142（68028←59008） : スニ71 4 → スエ71 1
- クハ58形（戦災1両+事故1両）
  - 58011（事故） : マニ72 22 → スエ71 85
  - 58012
- モハ64形（戦災1両）
  - 64007
- クハ85形（戦災1両）
  - 85023(58023) → スニ71 14 → マニ71 14

## 戦後の改造

### 電動機出力の増強
1950年（昭和25年）、戦時改造から免れ、2扉のまま残った42系は、中央線の旧モハ51形のモハ41形と交換される形で横須賀線に移った。このうちモハ43形6両は70系電車と混用されるため、1951年（昭和26年）から電動機をMT30形（架線電圧1500V時142kW）交換して出力を増強した。これらは800番台（初代）に改番されたが、1953年（昭和28年）6月の形式称号規程改正によりモハ53形となった。
43016 ―（出力増強）→ 43800 ―（改番）→ 53000
43017 ―（出力増強）→ 43801 ―（改番）→ 53001
43018 ―（出力増強）→ 43802 ―（改番）→ 53002
43011 ―（出力増強）→ (43803) ―（改番）→ 53003
43020 ―（出力増強）→ 43804 ―（改番）→ 53004
43021 ―（出力増強）→ 43805 ―（改番）→ 53005
43012 ―（出力増強）→ (43806) ―（改番）→ 53006
- 括弧書きの車番は予定番号であり、直接モハ53形に改番された車である。

### クハ58形への便所取付
1951年、身延線に配置されていた7両にトイレが取付けられた。残る2両は伊東線に配置されていたためトイレ取付けは身延線転出後の1956年となった。そのため、この2両は1953年（昭和28年）の改番の際、クハ47形100番台の末尾に置かれている。

## 1953年（昭和28年）車両称号規程改正の動向
1953年の称号規程改正による、形式称号の変更は次のとおりである。

### クハ58形をクハ47形（100番台）に統合

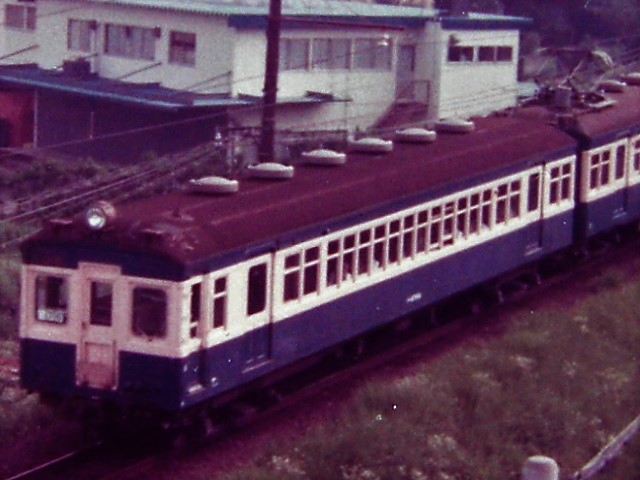
クハ47104
1979年8月3日
飯田線用

戦時改造から漏れ、戦災を受けなかった9両がクハ47形に編入され、100番台に付番された。番号の新旧対照は、次のとおりである。
- 47100 ← 58002
- 47102 ← 58003
- 47104 ← 58007

- 47106 ← 58008
- 47108 ← 58018
- 47110 ← 58020

- 47112 ← 58021
- 47114 ← 58014
- 47116 ← 58016

クハ58形が偶数（下り）向きであったことから、全車が偶数番号に付番されたが、改番時点では、全車が静岡鉄道管理局管内に転属しており、同局の方針により全車が方向転換して奇数（上り）向きとなっていたため、番号と向きとの間に齟齬が生じている。後年、飯田線用の一部は、クモハ52形と4両編成を組むため、再び偶数（下り）向きに方向転換されている。
また、58014と58016が末尾に付番されているのは、改番当時伊東線用でトイレを装備していなかったためだが、後年設置改造が行われた。

### モハ43形（800番台）をモハ53形に変更

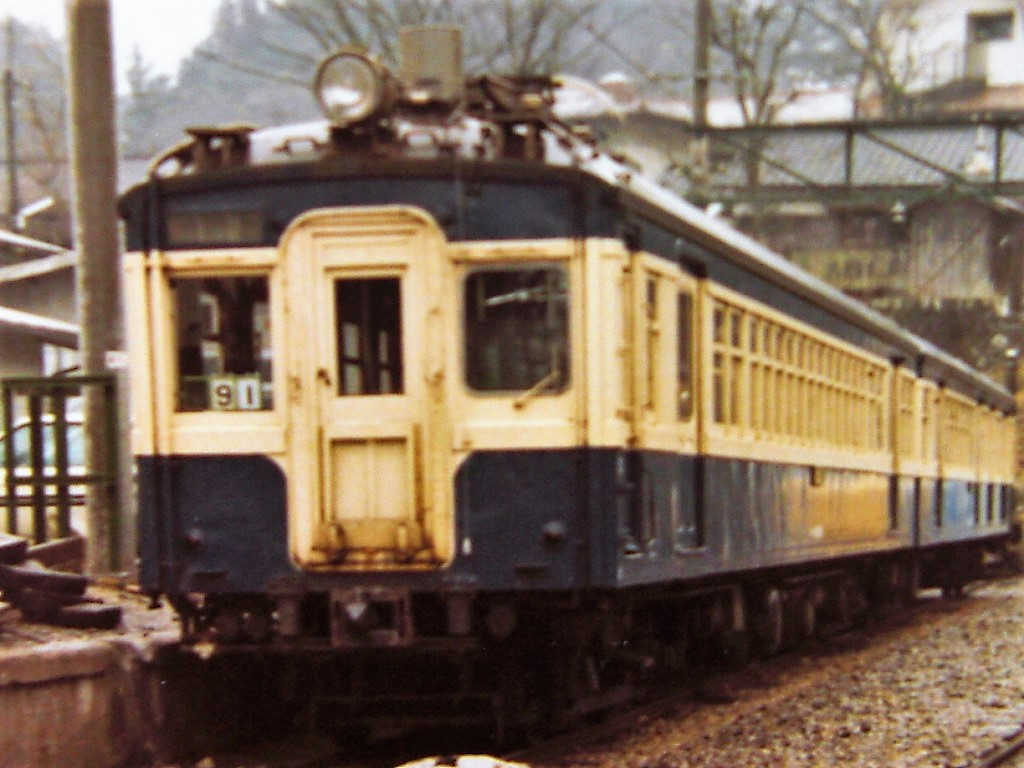
クモハ53000
1983年3月
飯田線用

横須賀線への転属後、主電動機を強力形に交換した7両が新形式のモハ53形を付与された。番号の新旧対照は次のとおりである。
- 53000 ← 43800
- 53001 ← 43801
- 53002 ← 43802
- 53003 ← 43011

- 53004 ← 43804
- 53005 ← 43805
- 53006 ← 43012

概要については、前記のとおりであるが、これ以外に第3次急行電車のモハ43形2両（43041, 43040）がモハ53形（53007, 53008）に変更されている。

### モハ64形をモハ31形（2代）に変更
4扉化によりモハ64形に改造されたもののうち、戦災を免れた12両が新形式モハ31形に改称された。番号の新旧対照は次のとおりである。旧番号順に奇数偶数を揃える形で改番されている。
- 31000 ← 64010
- 31001 ← 64003
- 31002 ← 64012
- 31003 ← 64011

- 31004 ← 64014
- 31005 ← 64013
- 31006 ← 64018
- 31007 ← 64015

- 31008 ← 64020
- 31009 ← 64017
- 31011 ← 64019
- 31013 ← 64023

### モハ42形（4扉）をモハ32形（2代）に変更
5両が改造されたうち戦災を逃れた3両がモハ32形（2代）となった。番号の新旧対照は、次のとおりである。
- 32000 ← 42002
- 32001 ← 42007
- 32002 ← 42010

### クハ55形をクハ68形に変更

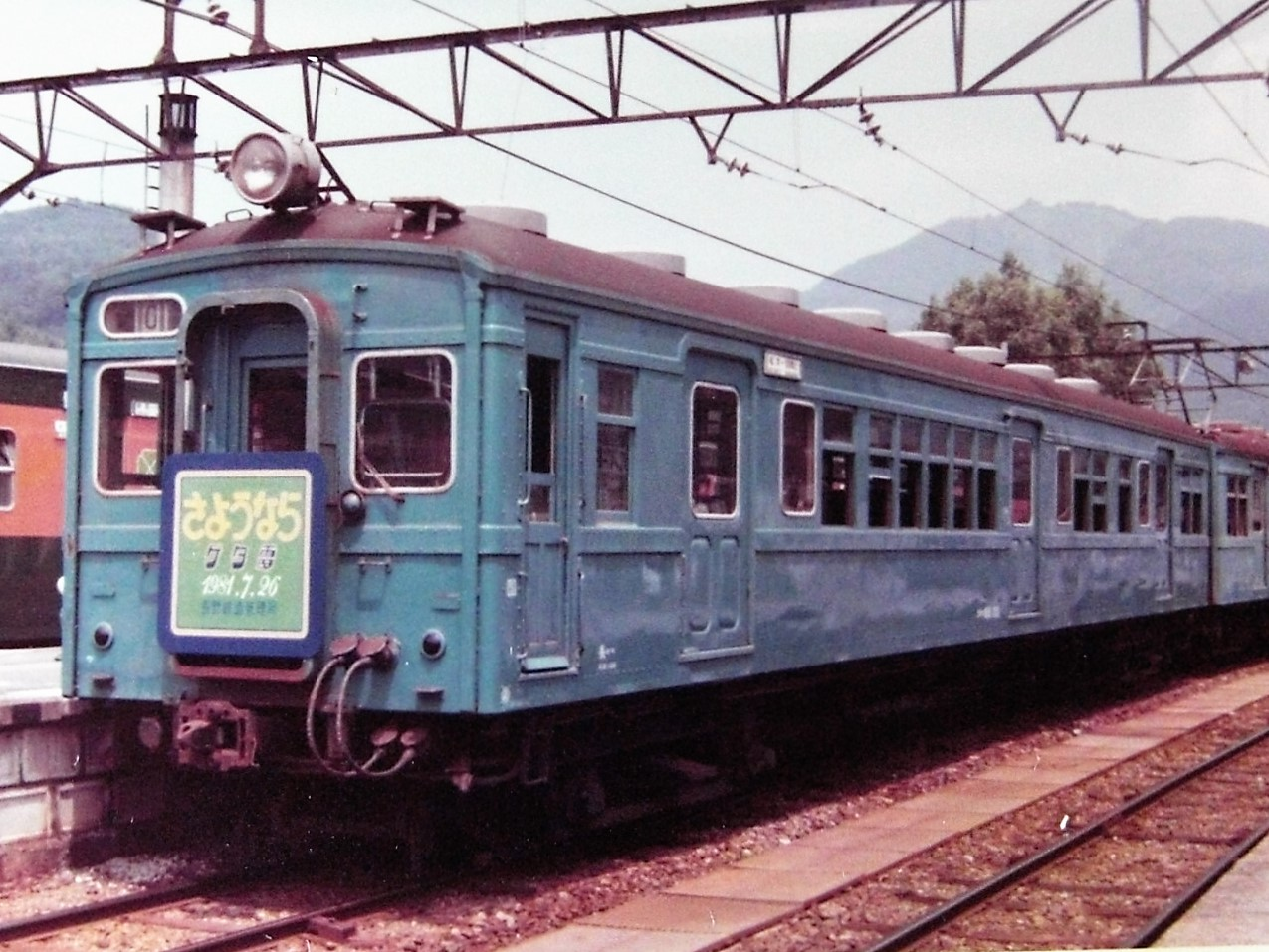
クハ68011
1981年7月26日に行われた大糸線での旧形国電さよなら運転時のもの
大糸線の旧形国電の塗装は京浜東北線と同じ青22号とされていた

戦時改造によりクハ55形に編入されていた旧クロハ59形のグループは、戦後に一部がクロスシートを復活し、本改正においてクハ68形（2代）に改称された。全車が奇数（上り）向きである。番号の新旧対照は、次のとおりである。
- 68001 ← 55136
- 68003 ← 55139
- 68005 ← 55140
- 68007 ← 55141

- 68009 ← 55143
- 68011 ← 55144
- 68013 ← 55145
- 68015 ← 55146

- 68017 ← 55147
- 68019 ← 55148
- 68021 ← 55149
- 68023 ← 55150

この改番の範疇ではないが、1954年度に3両のクハ55形（旧サロハ46形改造のクロハ59形）がクハ68形に改造されているので、合わせて記する。番号の新旧対照は、次のとおりである。
- 68107[II] ← 55107
- 68109[II] ← 55108
- 68111 ← 55109

## 1959年車両称号規程改正
1959年の改正により運転台つきの電動車は、制御電動車（記号：クモ）となったため、該当車の形式が改められた。また、従来形式は数字のみであったが、記号と数字をあわせて形式とすることとされた。
モハ31形 → クモハ31形
モハ32形 → クモハ32形
モハ42形 → クモハ42形
モハ43形 → クモハ43形
モハユニ44形 → クモハユニ44形
モハ53形 → クモハ53形

## その後の改造

### クモハ43形、クモハ53形の扉増設改造

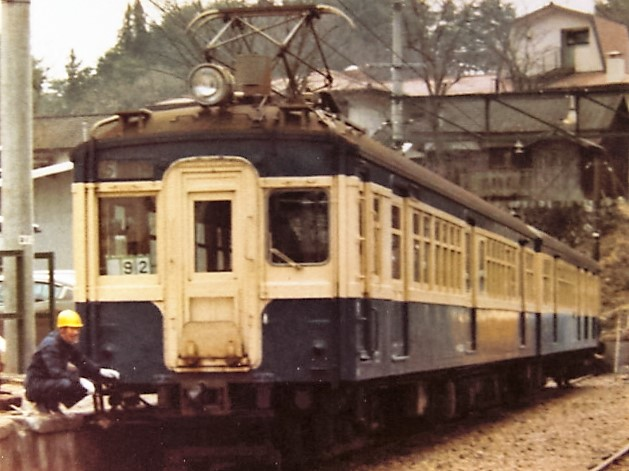
クモハ51200
飯田線用

1963年度、横須賀線に残るクモハ43形、クモハ53形各5両に対し、3扉の70系と混結した際に乗車位置を揃えるため、大船工場で車体中央部に客用扉を増設し、3扉に改造した。改造後は、クモハ51形（200番台）、クモハ50形に改められた。全車が偶数（下り）向きで、全て偶数番号が付与された。
- クモハ50000 ← クモハ53002
- クモハ50002 ← クモハ53003
- クモハ50004 ← クモハ53004
- クモハ50006 ← クモハ53005
- クモハ50008 ← クモハ53006

- クモハ51200 ← クモハ43002
- クモハ51202 ← クモハ43008
- クモハ51204 ← クモハ43014
- クモハ51206 ← クモハ43024
- クモハ51208 ← クモハ43032

### 低屋根化改造
42系電車の地方転出にあたり、身延線で使用されるものについては、狭小建築限界トンネル通過の際の絶縁距離を確保するため、パンタグラフ取付け部分の屋根高さを低くする改造を行なっている。

#### クモハユニ44形（800番台）

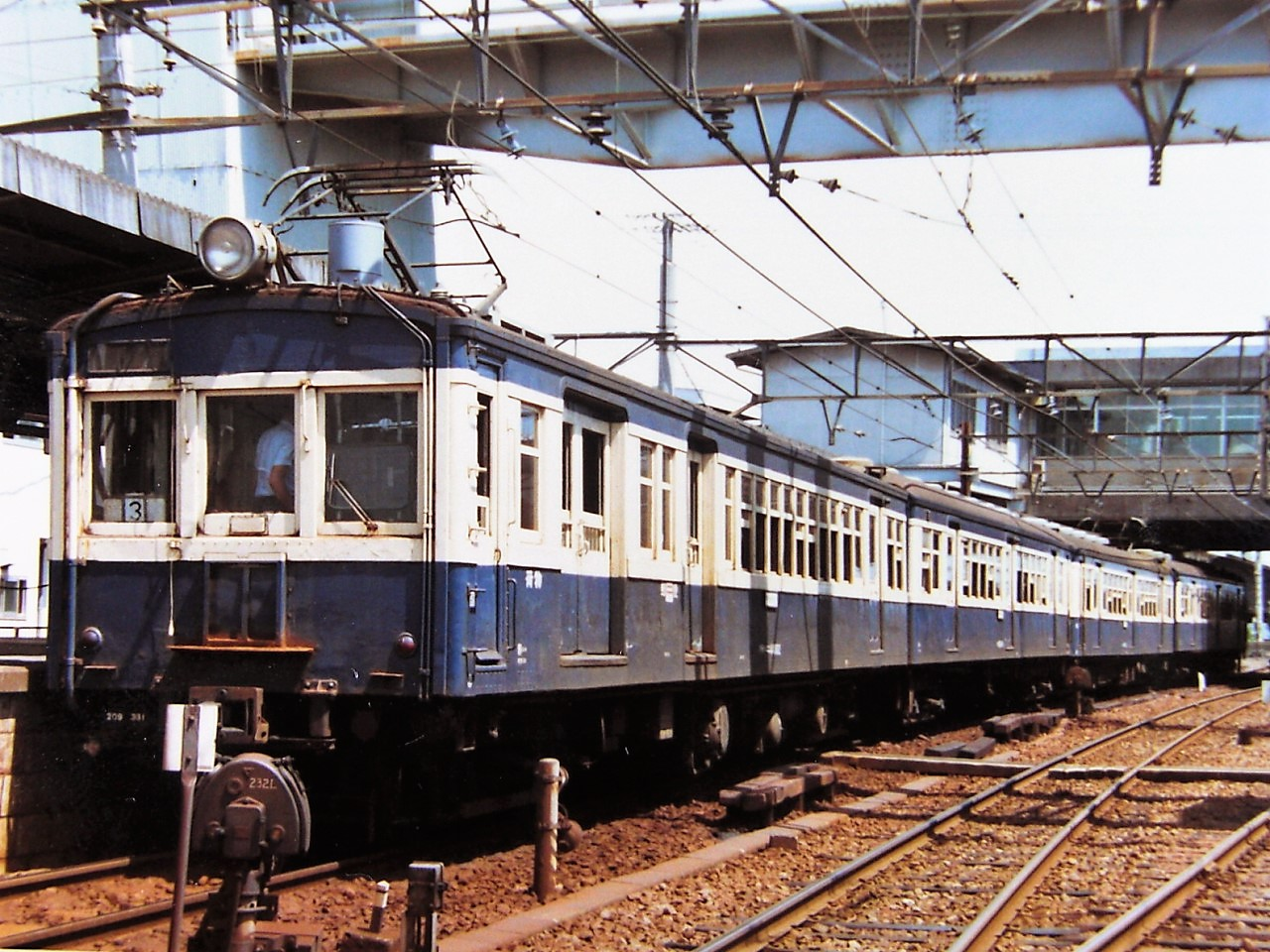
クモハユニ44802
1981年8月 富士駅
身延線用

1956年、横須賀線から身延線への転出の際に更新修繕IIとともに3両が低屋根化された。後年の改造車と異なり、全長にわたって低屋根化され、前面は切妻となって印象が大きく変わった。この時には車番の変更は行なわれず、1959年12月22日付け達で番号の整理が行なわれ、クモハユニ44800 - 802に改番された。
低屋根改造の際、大糸線に在籍していたため改造を免れたクモハユニ44003は、他車と同時にクモハユニ44000に改番されたが、1968年の身延線転属時に低屋根改造され、クモハユニ44803に改番された。こちらは、パンタグラフを後位に移してその付近のみ低屋根化しており、より原型に近い形態を維持していた。
- クモハユニ44800 ← クモハユニ44001
- クモハユニ44801 ← クモハユニ44002
- クモハユニ44802 ← クモハユニ44004
- クモハユニ44803 ← クモハユニ44000 ← クモハユニ44003

#### クモハ43形（800番台）

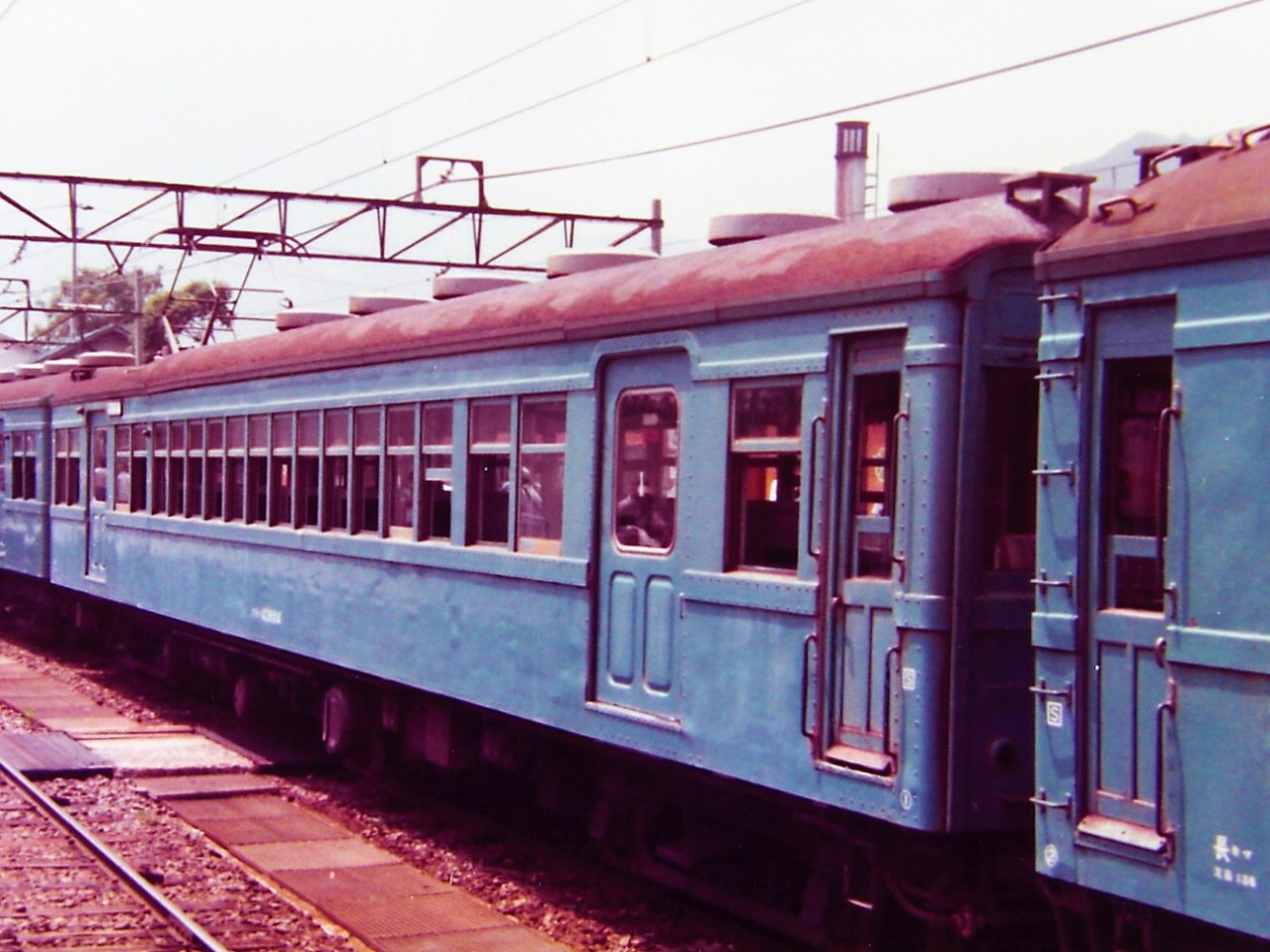
クモハ43804
1981年7月26日
大糸線用

1965年、浜松工場で身延線用にクモハ43形3両を低屋根化したものである。全車が偶数（下り）向きで、偶数番号が付されている。パンタグラフを後位に移設してその付近のみ低屋根化した。半室運転台で運転室を締切って貫通できることから、主に4両固定編成の中間電動車として使用された。身延線への62系（2代）投入後、52系のクモハ43810とともに松本運転所北松本支所（大糸線）に転出している。
また、当初はパンタグラフの位置はそのままに、運転台側を低屋根化する計画であったようで、その形態の形式図が残されている。
- クモハ43800 ← クモハ43004
- クモハ43802 ← クモハ43022
- クモハ43804 ← クモハ43025

#### クモハ51形（850番台）
1966年、浜松工場でクモハ51形（200番台）2両を低屋根化したもので、改造内容はクモハ43形（800番台）と同様である。
- クモハ51850 ← クモハ51202
- クモハ51852 ← クモハ51204

#### クモハ51形（830番台）
1970年、浜松工場でクモハ14形の置換え用にクモハ51073を改造したもので、元はモハ42形の異端車である。阪和線時代に出力増強されているが、形式の変更はされなかった。
- クモハ51830 ← クモハ51073

### クハ68形へのトイレ取付け
1967年（昭和42年）、飯田線で使用されていた旧クロハ59形改造のクハ68形3両にトイレが取付けられた。改番は1968年（昭和43年）5月で、400番台が付与された。
- クハ68401 ← クハ68007
- クハ68403 ← クハ68003
- クハ68405 ← クハ68009

## 運用

### 関西地区

#### 東海道・山陽本線京阪神地区
京阪神地区の東海道本線・山陽本線では、1934年7月20日の吹田駅 - 須磨駅間電化に合わせて、同区間の電車運転用にモハ42形・モハ43形・クハ58形・サロハ46形が投入された。配置はこの電車運転に合わせて開設された宮原電車庫（後の宮原電車区）である。
当初は料金不要の急行電車（関西急電）として4両編成が大阪駅 - 神戸駅間で、また普通電車が吹田駅 - 須磨駅間でラッシュ時4両、閑散時2両の編成で運転されていた。同年9月20日には普通電車の運転区間が須磨駅から明石駅まで延長された。
1936年には急行電車用の52系（流電）が登場した。1937年には3扉クロスシートの51系も京阪神地区に投入され、1937年10月10日には吹田駅 - 京都駅間電化により電車運転も京都駅まで延伸された。
第二次世界大戦中は急行電車の運転が中止され、普通電車として運用された。乗降時間の短縮のため、2等合造車の3扉化や3等車の4扉化なども行われている。
戦後の1949年5月10日より42系2扉車による急行電車の運転が再開され、後の増発で52系や43系も急行で使用された。1950年には42系の2扉車が関東地区の横須賀線に転出し、関東からはモハ51形改造のモハ41形が転入した。52系は関西急電用80系の投入で阪和線に転出した。
関西地区に残った多扉化改造車の42系は51系や70系と混用され、京阪神緩行線で運用された。その後は城東線・片町線や阪和線などへの転用、72系や新性能電車113系・103系などの投入により1970年代後半までに京阪神地区での運用を終了した。4扉化改造車のクモハ32002は高槻駅と高槻電車区の間の職員輸送で残っていたが、1980年代に廃車となった。

#### 城東線・片町線
大阪環状線・桜島線の前身である城東線・西成線では、4扉化改造車のクモハ31・32形やクハ79030が京阪神地区から転入した。旧32系の20m級付随車を4扉化改造したグループも関東より転入し、72系も増備されたことで城東線系統は4扉車が主体となった。配置は片町線と共通の淀川電車区で、1958年以降は新性能電車101系と同じオレンジバーミリオンに塗装変更された。
1961年には大阪環状線が西九条駅で接続する「の」の字運転で開業した。1962年には101系の増備により大阪環状線での旧形電車の運用は終了し、旧型車は片町線主体の運用となった。大阪環状線の完全環状運転開始は1964年からである。
片町線は関西省電の発祥線区として40系が投入されたが、大阪環状線への72系・101系投入後は42系・32系改造の4扉車も片町線運用が主体となった。42系では唯一の半流線形先頭車を4扉化改造したクハ79055、4扉化試作改造車のクハ79056も運用されていた。片町線でも1970年代以降は101系に置き換えられたが、両運転台のクモハ32002は1980年代初頭まで入換用として残存した。

#### 阪和線
阪和線にはモハ42形より片運転台化されたモハ51073が1950年代以降に京阪神緩行線から転用された。同時期には元関西急電用の流電52系・半流43系も転入したが、70系の投入により短期間で飯田線へ転用されている。モハ51073を含む戦前製旧形国電や72系、阪和電気鉄道買収車は1950年代後半にオレンジバーミリオンに塗装変更された。
クモハ51073は1970年に身延線へ転用され、低屋根車のクモハ51830に改造された。

### 関東地区

#### 中央線急行電車
関西地区向けの42系の投入先である東海道・山陽線の電化工事の遅れから、落成済みの42系は1934年春に先行して東京地区の中央線急行電車（後の中央線快速）で一時的に運用されていた。新宿駅 - 浅川駅（後の高尾駅）間で往復運賃を1円とした行楽用臨時列車に使用されており、この列車は当時のタクシーの「円タク」（市内1円均一タクシー）になぞらえて「円電」と呼ばれていた。

#### 横須賀線・伊東線
横須賀線で使用されていたモハユニ30形を置き換えるため、42系では関東地区向けで唯一の新製車となるモハユニ44形が1935年に投入された。第二次世界大戦後は44形同士の2両編成で荷物専用列車として使用されたが、モハ34形改造のモニ53形に置き換えられ、称号改正を経てクモハユニ44形は1959年に大糸線や身延線へ転用された。
1950年には関西地区の42系2扉車が横須賀線に転用され、70系などの電車と混成編成が組まれた。塗装は青とクリームの横須賀色に変更された。配置は田町電車区で、横須賀線のほか伊東線でも使用された。
クモハ42001・005・006の3両は1957年に宇部線・小野田線用として宇部電車区へ転出した。残存車も1963年以降の新性能電車113系投入で順次置き換えられ、42系は飯田線や身延線に転用された。

### 中部地区

#### 身延線
身延線へは横須賀線の荷物列車で使用されていたクモハユニ44形が転入し、低屋根化改造を受けて使用された。塗装は横須賀色となった。これに続いて関東地区や関西地区の42系旅客車も転入し、1981年（昭和56年）の115系2000番台への置き換えまで使用された。

#### 飯田線
飯田線へは1950年代後半より42系や52系などの旧型国電が転入し、51系なども含めて多数の形式の国電が運用された。塗装は黄かん色と青2号の通称「飯田線快速色」が採用された時期もあったが、後に身延線と同じく横須賀色に統一された。
豊橋口では1978年（昭和53年）より80系300番台が転入、その他の区間でも新性能電車の119系などの投入で置き換えられ、1983年（昭和58年）に運用を終了した。

#### 大糸線
大糸線には横須賀線よりクモハユニ44形が転入し、続いて関東および関西から42系旅客車が転入した。塗装はスカイブルーとなった。1982年の115系1000番台投入により旧型国電の運転を終了した。

### 中国地区

#### 宇野線
宇野線や岡山地区ローカルでは51系や80系などが転入するとともに、増結や入換用として両運転台車クモハ32000・32001の2両も転入した。1965年には東京地区で3扉化改造されたクモハ51206・208の2両が横須賀線から転用され、クモハ32形や51系、2扉の32系サハ48形などとともに混成編成で運用された。
クモハ32001は転入後数年で淀川電車区に再転出したが、その他は1970年代後半まで岡山地区で運用された。後にクモハ32000は福塩線に転用された。

#### 福塩線
福塩線では40系・51系の置き換え用として70系が1977年に転入したが、70系の先頭車は制御車（クハ）のみで制御電動車（クモハ）が無く入換等に不便とされたため、岡山地区の両運転台車クモハ32000が事業用として府中電車区に転入した。1981年の105系投入により70系とともに廃車となった。

#### 宇部・小野田線

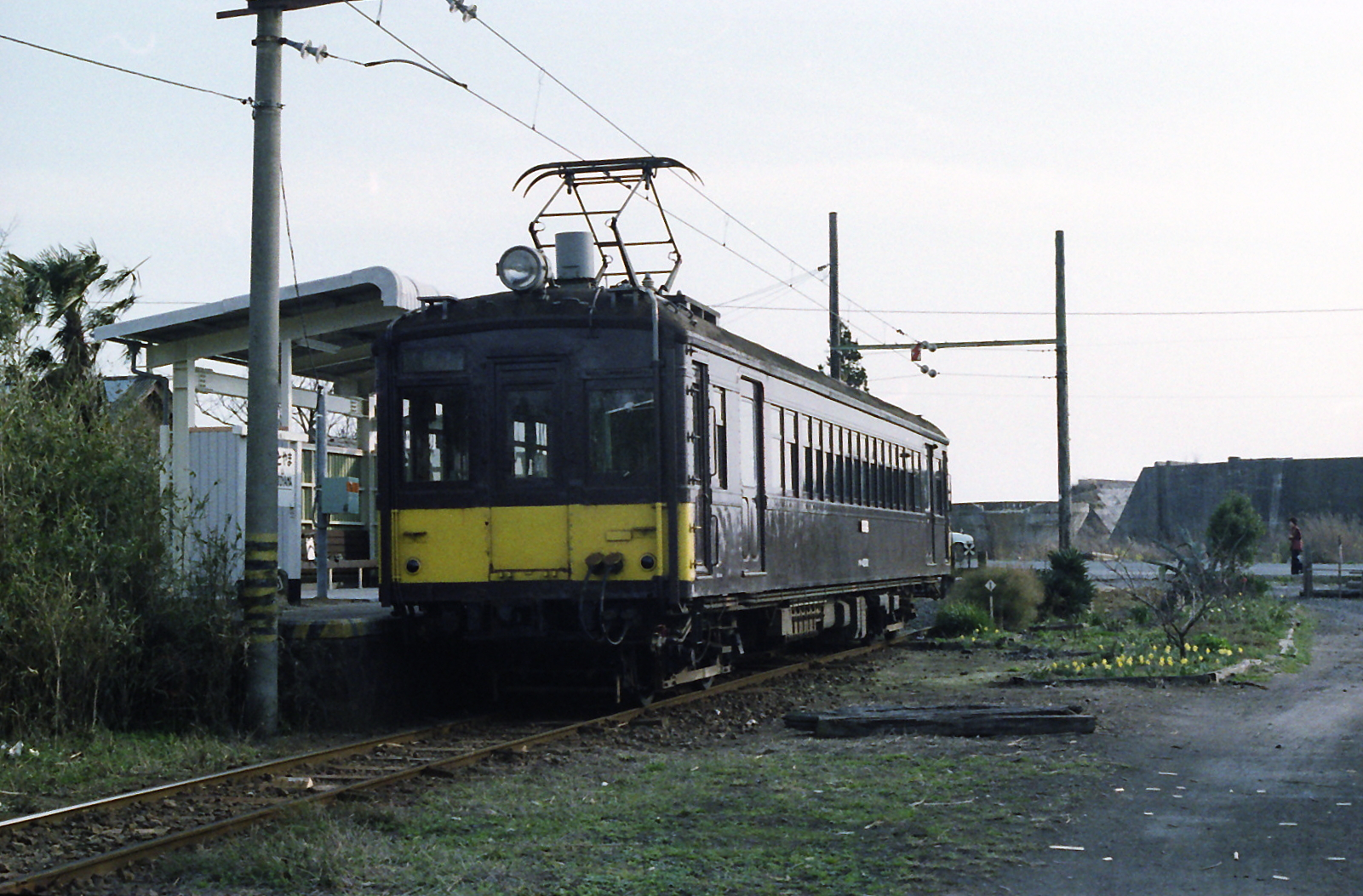
クモハ42001
1978年3月31日 長門本山駅

1957年（昭和32年）にクモハ42001・42005・42006の3両が横須賀線・伊東線から宇部線・小野田線に転用され、宇部電車区に配置された。42系グループではほかにクハ55111・113の2両も1970年代に転入している。転属後は同区所属の旧性能車と同じく警戒色として前面下半部が黄色に塗装されていた。
1980年代以降は新性能電車105系の投入により旧性能車の置き換えが進められるが、クモハ42形3両は小野田線雀田駅 - 長門本山駅間の本山支線用として残存した。
1987年の国鉄分割民営化では42005を除く2両が西日本旅客鉄道（JR西日本）に承継された。JR発足後にワンマン運転対応化改造を受け、運用末期には警戒色のない単色に戻された。東日本旅客鉄道（JR東日本）のクモハ12形（鶴見線大川支線用）が1996年に運用を終了してからはJR最後の営業用旧形電車となった。
1998年4月29日・5月2日 - 5日には、クモハ42001・42006の2両編成を使用した全席指定席の臨時快速列車「ノスタルジーみやじま42」が山陽本線広島駅 - 宮島口駅間ノンストップ（宮島口駅から玖波駅まで回送）で運転された。
42006は2000年（平成12年）に廃車となり、クモハ42001も2003年に宇野線より転用のクモハ123形クモハ123-5・6により置き換えられて2003年（平成15年）3月14日の運転を最後に定期営業運転を終了した。運用終了後もクモハ42001は廃車とはならず、2020年（令和2年）現在も車籍を有している。

## 廃車
年度別の廃車車両を列挙する。
- 1964年（昭和39年）度
  - クモハ50形 : 50006（東フナ・鶴見事故廃車）
- 1967年（昭和42年）度
  - クモハ31形 : 31006（大ヨト）
- 1969年（昭和44年）度
  - クモハ31形 : 31001, 31008（大ヨト）
- 1971年（昭和46年）度
  - クモハ31形 : 31011, 31013（大ヨト）
- 1973年（昭和48年）度
  - クモハ31形 : 31000, 31003, 31007（大ヨト）
- 1974年（昭和49年）度
  - クモハ31形 : 31002, 31004, 31005, 31009（大ヨト）
  - クハ79形 : 79031, 79034, 79036, 79039, 79047, 79049, 79052（大ヨト）
- 1975年（昭和50年）度
  - クハ55形 : 55110, 55112（大タツ）
  - クハ79形 : 79035, 79040, 79045（大ヨト）
- 1976年（昭和51年）度
  - クモハ51形 : 51206, 51208（岡オカ）
  - クハ68形 : 68005, 68015, 68021（新ナカ）
  - クハ79形 : 79054, 79055, 79056（大ヨト）
- 1977年（昭和52年）度
  - クモハ43形 : 43800, 43802（長キマ）
- 1978年（昭和53年）度
  - クモハ42形 : 42008, 42009, 42011（静トヨ）
  - クモハ43形 : 43007, 43009, 43013（静トヨ）
  - クモハ50形 : 50000, 50002, 50004（静トヨ）
  - クハ47形 : 47108, 47114, 47116（静トヨ）
  - クハ68形 : 68023, 68111（長モト）, 68401（静トヨ）
- 1979年（昭和54年）度
  - クモハ42形 : 42013（静トヨ）
  - クハ47形 : 47102（静トヨ）
  - クハ68形 : 68013（静トヨ）
- 1981年（昭和56年）度
  - クモハ32形 : 32000（岡フチ）, 32001（大ヨト）
  - クモハ43形 : 43804（長キマ）
  - クモハ51形 : 51830, 51850, 51852（静ヌマ）
  - クモハユニ44形 : 44800, 44801, 44802, 44803（静ヌマ）
  - クハ47形 : 47100, 47106, 47110, 47112
  - クハ55形 : 55111, 55113（広ウヘ）
  - クハ68形 : 68001, 68011, 68017（長キマ）, 68019, 68107, 68109（静ヌマ）
- 1982年（昭和57年）度
  - クモハ32形 : 32002（大タツ）
- 1983年（昭和58年）度
  - クモハ43形 : 43015（静ママ）
  - クモハ50形 : 50008（静ママ）
  - クモハ51形 : 51200（静ママ）
  - クモハ53形 : 53000, 53001（静ママ）
  - クハ47形 : 47104（静ママ）
  - クハ68形 : 68403, 68405（静ママ）
- 1986年（昭和61年）度
  - クモハ42形 : 42005（広ウヘ）
- 2000年（平成12年）度
  - クモハ42形 : 42006（広セキ）

## 譲渡
旧形電車の最末期まで国鉄に在籍したため、譲渡車は終戦直後の事故車が3両小田急電鉄に譲渡されたのみである。これらのうち1輌（42004）は、原姿復旧されてデハ1820形デハ1821となったが、1958年に車体更新を受け、1800形に編入され原型を失っている。残る2輌は特急ロマンスカー1700形の1703、1704になったとされるが、使用されたのは台枠のみであり、さらに短縮されているので全く原形では無い。また名義のみ利用説もあり、改造の詳細は不明である。